# ラ・フランス

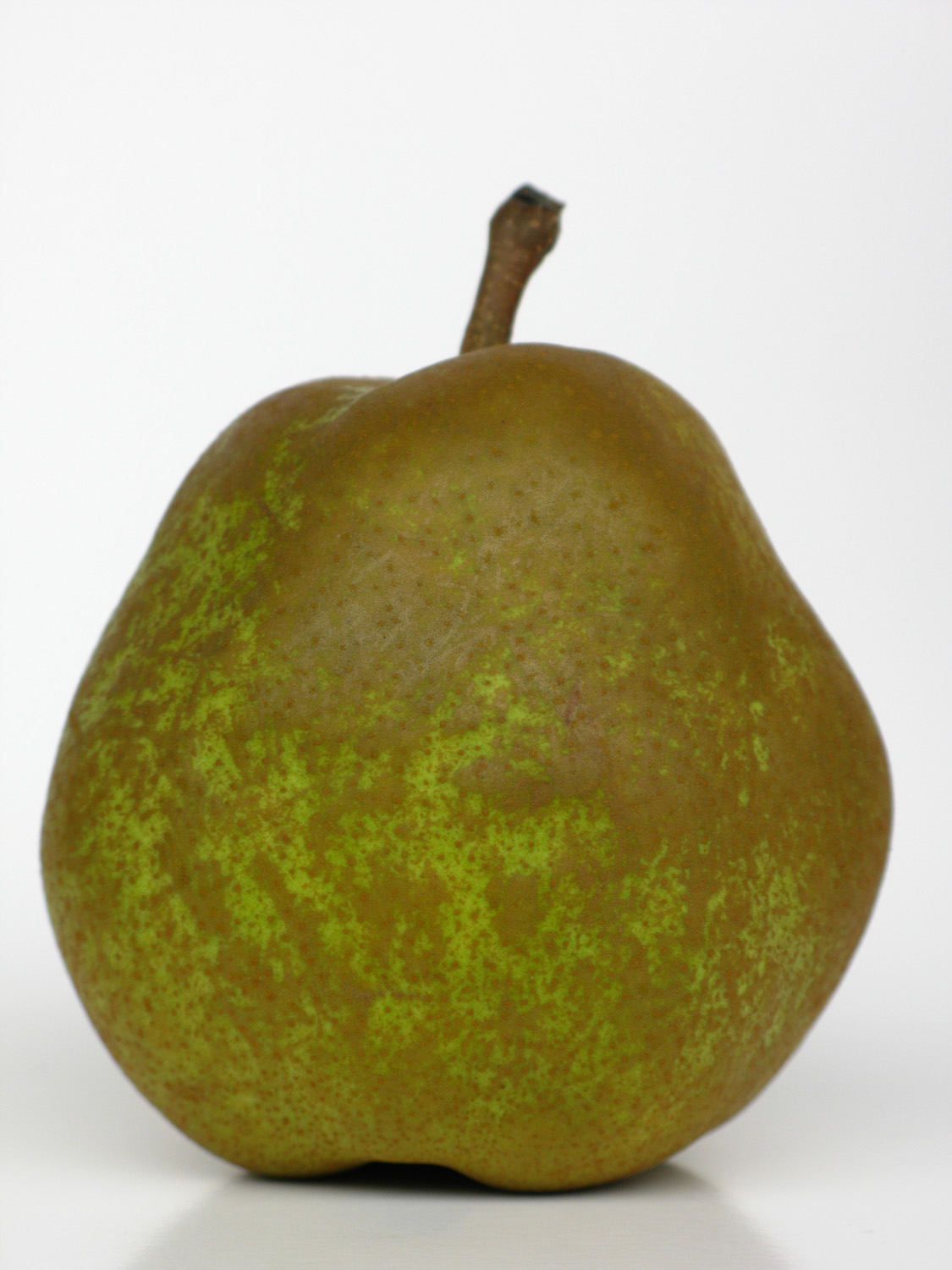
ラ・フランス

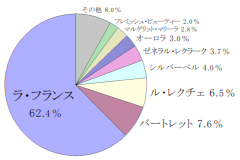
日本の洋なしの品種ごとの栽培面積
（特産果樹生産動態等調査、2004年）

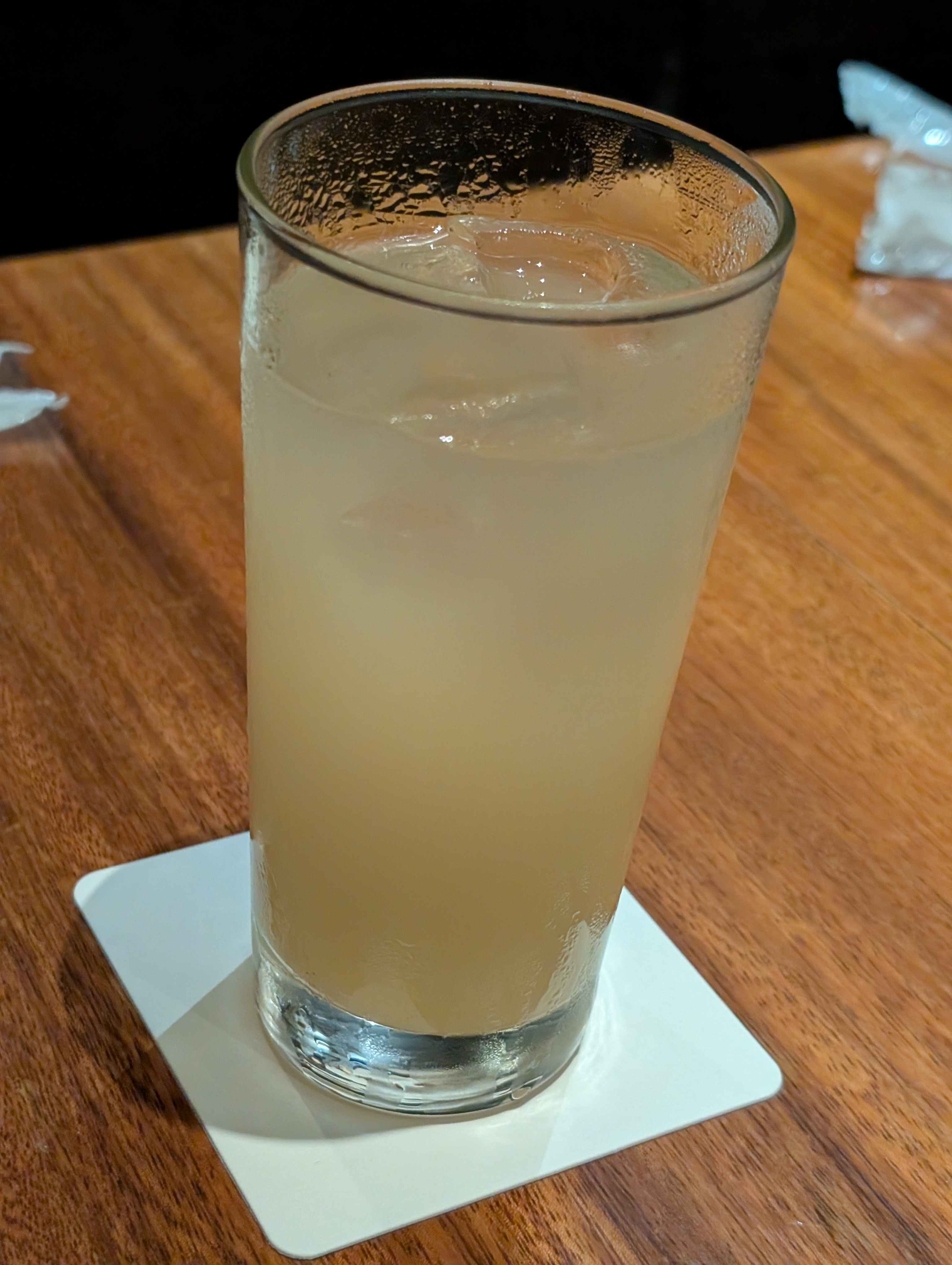
東京の居酒屋でラ・フランスのリキュール

ラ・フランスは、フランス原産のセイヨウナシ（洋梨）の品種の一つである。

## 概要
不正円の果実で、果皮部には斑点がある。樹上では完熟せず、もいだ直後は甘みに欠けゴリゴリした食感であるが、追熟によりトロリとした食感の甘さ、芳香が出て食べ頃となる。
1864年に、フランスのクロード・ブランシェ (Claude Blanchet) が発見した品種である。日本へは1903年（明治36年）に農商務省農事試験場園芸試験地（静岡県）へ、食用としてではなく、受粉用として導入された。日本では盛んに栽培されているが、ヨーロッパ各国では、気候が合わないため、生産量は少ない。特にフランス本国では日本に持ち込まれた時点で絶滅寸前の品種となっており、1900年代初頭にはフランスでは絶滅してしまっていた。
ラ・フランスは日本独自の呼び名で、本国フランスでの品種名は発見者の名を取り、Claude Blanchetとなっている。
収穫後に常温で10日から2週間程度追熟されることで初めて生食に適すものになる。追熟の間、果実に含まれるデンプンが分解されて果糖、ショ糖、ブドウ糖などの糖となることで甘味が増し、ペクチンのゲル化により舌触りの滑らかさが増す。一段と芳香が強くなり、赤ん坊の頬くらいの柔らかさになったときが食べごろである。冷蔵庫などで冷却することにより、追熟を中断することもできるが、一旦食べごろを迎えると一気に熟成が進む。生っているときに枝に近い部分が褐色を帯び柔らかくなってから、1日程度が完熟の目安である。タルトやジュース、ジャムの原料にも使われている。

## 主要産地
日本における主な産地は山形県、長野県で、10月上旬から中旬頃収穫され、11月上旬から中旬にかけて食べ頃となる。山梨県富士川町では、珍しいラ・フランス狩り観光農園がある。収穫時期は9月下旬以降と主産地より早い。
山形県では缶詰用品種バートレットの受粉用に使われていたラ・フランスを、生食用への需要シフトに合わせて1980年代から生産や品質管理に力を入れるようになった。収穫後に冷蔵庫で2から5度に冷やして7日以上保管することで実の呼吸を一度抑え、さらに常温で7日程度保管してでんぷんを糖に変えて食味を良くする。年毎の食べ頃に合わせて販売開始基準日を設定している。